# TRIM9
TRIM9‏ (Tripartite motif containing 9) هوَ بروتين يُشَفر بواسطة جين TRIM9 في الإنسان.